# فيمالا ديفي
فيمالا ديفي (بالبرتغالية: Vimala Devi‏) (1932 في الهند)؛ كاتِبة، مترجمة وشاعرة هندية-برتغالية-إسبانية.